# Siobhan Chamberlain
Siobhan Rebecca Chamberlain (Londra, 15 agosto 1983) è un'ex calciatrice britannica, di ruolo portiere. Ha giocato per la nazionale inglese in 50 partite.

## Palmarès

### Club
- Campionato inglese di seconda divisione: 1

Manchester United: 2018-2019
- FA Women's Cup: 1

Arsenal: 2013-2014

### Nazionale
- Cyprus Cup: 3

2009, 2013, 2015

### Individuale
- PFA FA WSL 1 Team of the Year: 2

2011, 2013-2014